# Дурново, Дмитрий Николаевич (тайный советник)
Дмитрий Николаевич Дурново (14 [25] февраля 1769 — 11 [23] декабря 1834) — тайный советник (1800), обер-гофмейстер (1830).

## Биография
Происходил из старинного дворянского рода Дурново. Сын генерал-аншефа Николая Дмитриевича Дурново. С младенчества был зачислен на службу в лейб-гвардии конный полк капралом, а в 1779 году переведён в лейб-гвардии Семёновский полк каптенармусом. Во время шведской войны, в 1789 году, принимал участие в походе в Финляндию. В 1790 году был произведен в поручики. С 1792 года — камер-юнкер, в 1794 — камергер, в 1798 — гофмаршал. С 1799 года — командор ордена св. Иоанна Иерусалимского. 14 мая 1799 года награждён орденом Святой Анны 1-й степени. В 1800 году он был назначен капитаном замка при Зимнем дворце в чине тайного советника.
В декабре 1801 года, после воцарения императора Александра I, уволен от должностей. Придворная служба Д. Н. Дурново возобновилась лишь в 1830 году, в царствование императора Николая I. В 1830 году он был выбран предводителем дворянства Санкт-Петербургской губернии, пожалован обер-гофмейстером и назначен президентом гоф-интендантской конторы. В 1831 году ему был пожалован орден св. Александра Невского.
Был членом Попечительского совета заведений общественного призрения в Санкт-Петербурге (1830—1833).
Владел в Петербурге домом на Английской набережной, который был открыт каждому. Имел широкий круг знакомых, устраивал гостеприимные и радушные приемы. Скончался в декабре 1834 года после долговременной болезни и был похоронен в церкви Св. Духа Александро-Невской лавры. 

## Семья
Жена (с 1790 года) — Мария Никитична Демидова (1776—25.05.1847), дочь Никиты Акинфиевича Демидова от третьего его брака. За заслуги мужа 6 декабря 1831 года была пожалована в кавалерственные дамы ордена св. Екатерины (малого креста). Умерла в Петербурге от «продолжительного нервического кашля», похоронена в Александро-Невской лавре. В браке имели детей:
- Александра Дмитриевна (1793—14.09.1795); умерла от «английской болезни»[4]
- Николай Дмитриевич (1792—1828) — генерал-майор, убит при осаде Варны в русско-турецкую войну 1828—1829 гг.[5]
- Никита Дмитриевич (12.07.1795[4]—1811);
- Сергей Дмитриевич (1796—27.11.1812; умер от горячки[6])
- Павел Дмитриевич (1804—1864) — гофмейстер
- Владимир Дмитриевич (10.02.1808—24.06.1808[7]).

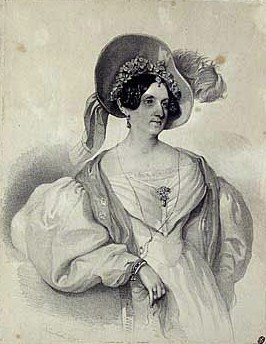
Мария Никитична Демидова, жена
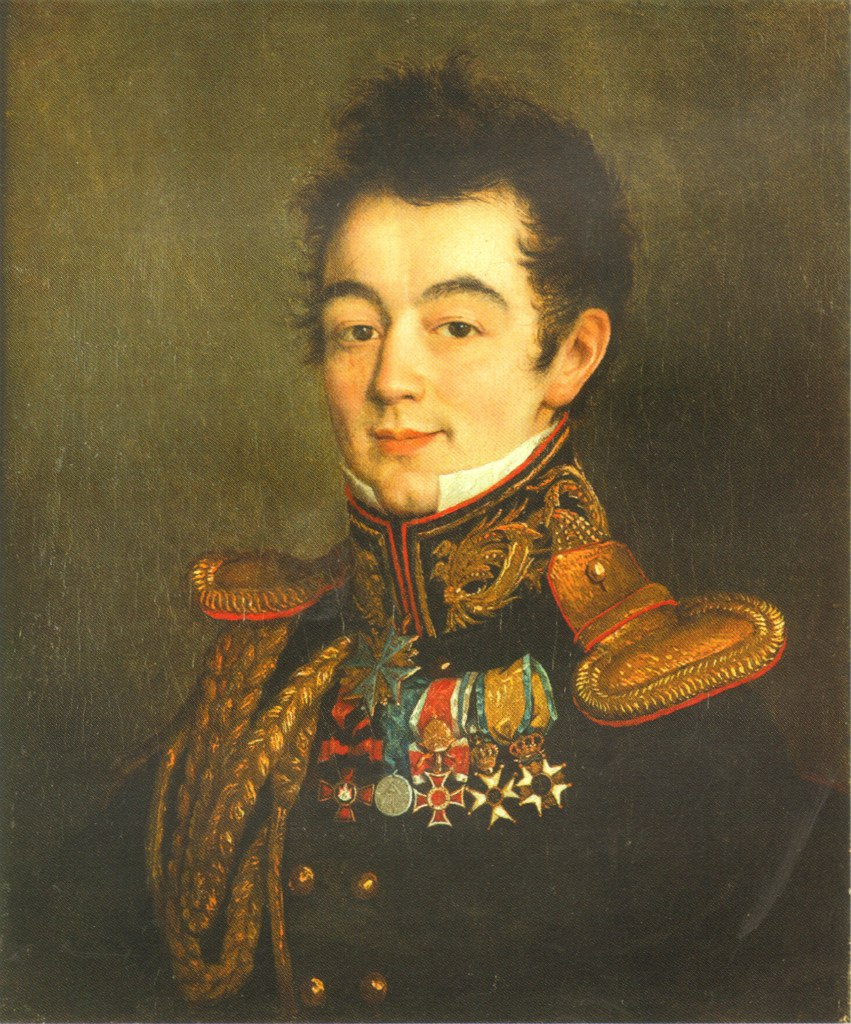
Николай Дмитриевич Дурново, сын
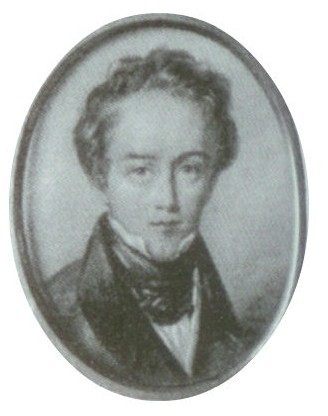
Павел Дмитриевич Дурново, сын